# Терентьєв Віктор Сергійович
Віктор Сергійович Тере́нтьєв (рос. Виктор Сергеевич Терентьев; нар. 1928, Серпухов, РРФСР — пом. 1993, Москва, РФ) — російський радянський театральний режисер.

## Біографія
Народився 21 листопада 1928 року в місті Серпухові Московської області РРФСР. 1959 року закінчив Ленінградський театральний інститут. 
Член КПРС з 1974 року.
Працював у театрах Мурманська, Вологди, Нижнього Тагіла, Брянська. У 1963—1967 і 1990—1992 роках — головний режисер Архангельського театру драми. 
У 1978—1987 роках — головний режисер Одеського російського драматичного театру імені А. Іванова.
Помер у 1993 році в Москві.

## Вистави
- «Тихий Дон» за М. Шолоховим (1978);
- «Ленініана» за М. Погодіним (1980);
- «Аеропорт» за А. Хейлі;
- «Відродження» М. Мірошниченка;
- «Банкрут» О. Островского.

## Відзнаки
- Заслужений діяч мистецтв РРФСР (з 12 листопада 1976 року);
- Народний артист УРСР (з 1981 року);
- Лауреат Державної премії УРСР імені Т. Г. Шевченка (за 1982 рік; разом з М. Мірошниченком, О. Кривошеїним, А. Гончаром за виставу «Відродження» («Возрождение») за однойменною книгою Л. І. Брежнєва в Одеському російському драматичному театрі імені А. В. Іванова.